# Porte-de-Benauge
Porte-de-Benauge is een gemeente in het Franse departement Gironde in de regio Nouvelle-Aquitaine. De gemeente maakt deel uit van het arrondissement Langon en heeft als hoofdplaats Arbis. De gemeente telde 591 inwoners op 1 januari 2022.
Porte-de-Benauge is op 1 januari 2019 ontstaan door de fusie van de gemeenten Arbis en Cantois. De gemeente is op 1 januari 2025 uitgebreid met de per die datum opgeheven gemeente Saint-Genis-du-Bois.

## Geografie
De oppervlakte van Porte-de-Benauge bedroeg op 1 januari 2022 19,08 vierkante kilometer; de bevolkingsdichtheid was toen 31 inwoners per km².

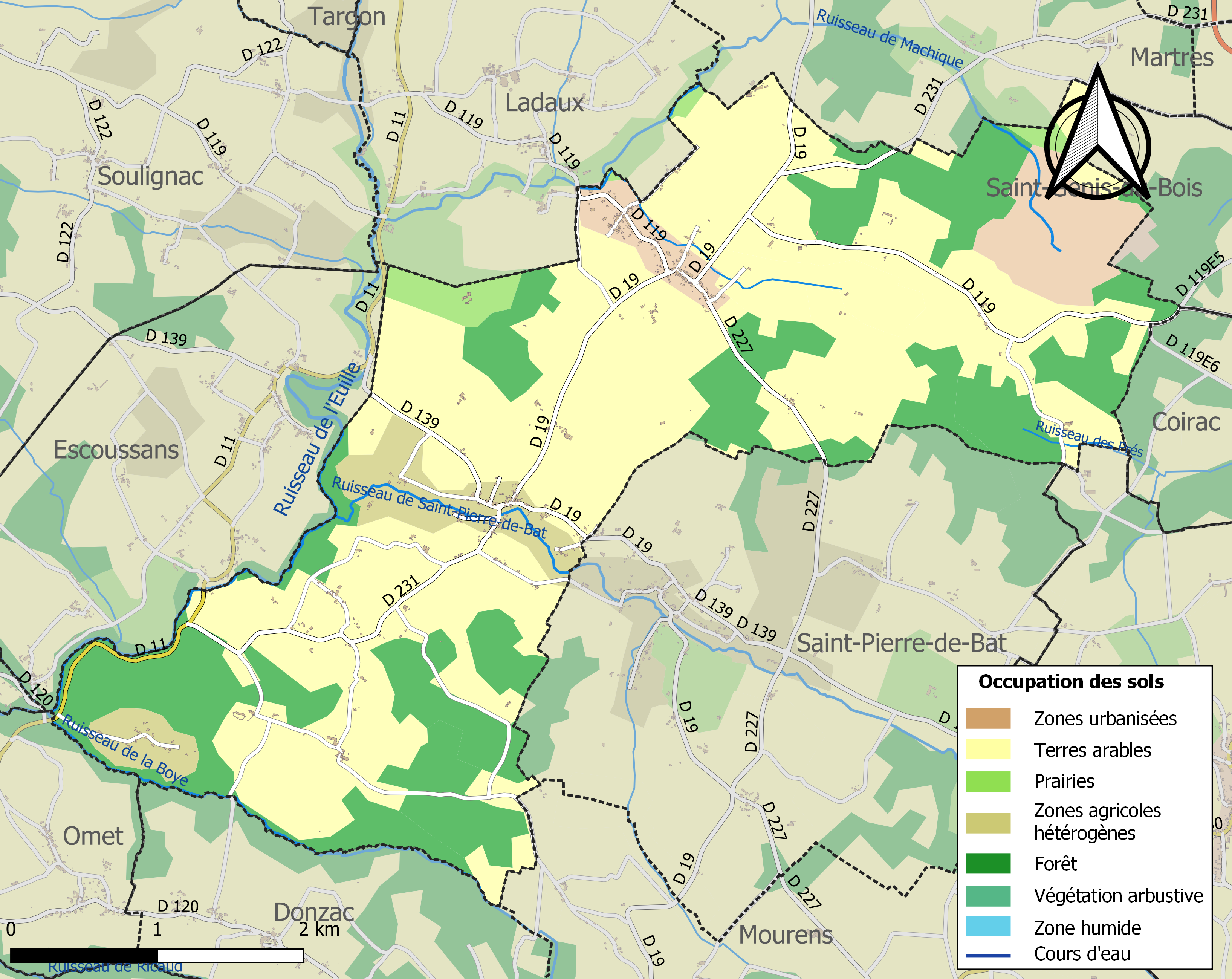
Kaart van de gemeente met belangrijkste infrastructuur, bodemgebruik en omliggende gemeenten

## Demografie
Onderstaande figuur toont het verloop van het inwonertal (bron: INSEE-tellingen).